# Ştefan Dimitrescu

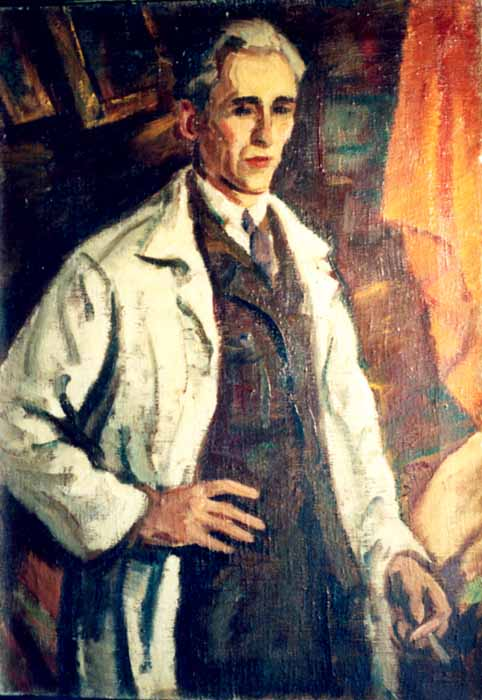
Zelfportret

Ştefan Dimitrescu (Huși, 18 januari 1886 - Iași, 22 mei 1933) was een Roemeens kunstschilder. Hij wordt gerekend tot het post-impressionisme.

## Leven en werk
Dimitrescu groeide op in Huşi en ging in 1902 cello studeren aan het conservatorium te Iaşi. In 1903 veranderde hij daar van studie en schreef zich in bij de Nationale School voor Schone Kunsten, waar hij studeerde met zijn levenslange vriend Nicolae Tonitza. Na zijn studie maakte hij muurschilderingen voor orthodoxe kerken in Agăş en Asău, in het district Bacău.
In 1912 en 1913 studeerde Dimitrescu te Parijs aan de Académie de la Grande Chaumière, tijdens welke periode hij sterk beïnvloed werd door het impressionisme.
Gedurende de Eerste Wereldoorlog diende hij in het Roemeense leger. De ellende van de oorlog raakte hem diep en hij schilderde diverse anti-oorlogschilderijen, onder meer over de gevolgen van bombardementen, maar ook over meer sociale thema's als wachtrijen voor de winkels.
Dimitrescu schilderde na de oorlog voornamelijk in een aan het post-impressionisme verwante stijl, met grote vlakken en heldere kleuren, sterk beïnvloed door Paul Cézanne, maar ook door de Byzantijnse kunst. Hij koos zijn thema's vaak uit het gewone Roemeense volksleven van boeren en mijnwerkers, met veel aandacht voor tradities. Ook maakte hij veel portretten. Tussen 1926 en 1933 schilderde hij veel landschappen, geïnspireerd door verscheidene reizen door de regio Dobroedzja. In die periode werd zijn kleurenpalet wat somberder en toonde hij in zijn compositie steeds minder aandacht voor details.
In 1917 behoorde Dimitrescu tot de oprichters van de kunstenaarsvereniging Art of Romania. In 1926 vormde hij samen met Oscar Han, Francisc Şirato en Nicolae Tonitza de Grupul celor patru ("Groep van vier"). Hij doceerde vanaf 1927 tot aan zijn dood aan de Nationale School voor Schone Kunsten te Iaşi, alwaar hij in 1933 overleed, 47 jaar oud.
Werk van Dimitrescu is te zien in vrijwel alle grote Roemeense musea, zoals het Muzeul Național de Artă al României te Boekarest, maar ook in collecties te Australië, België, Frankrijk en Duitsland.

## Galerij

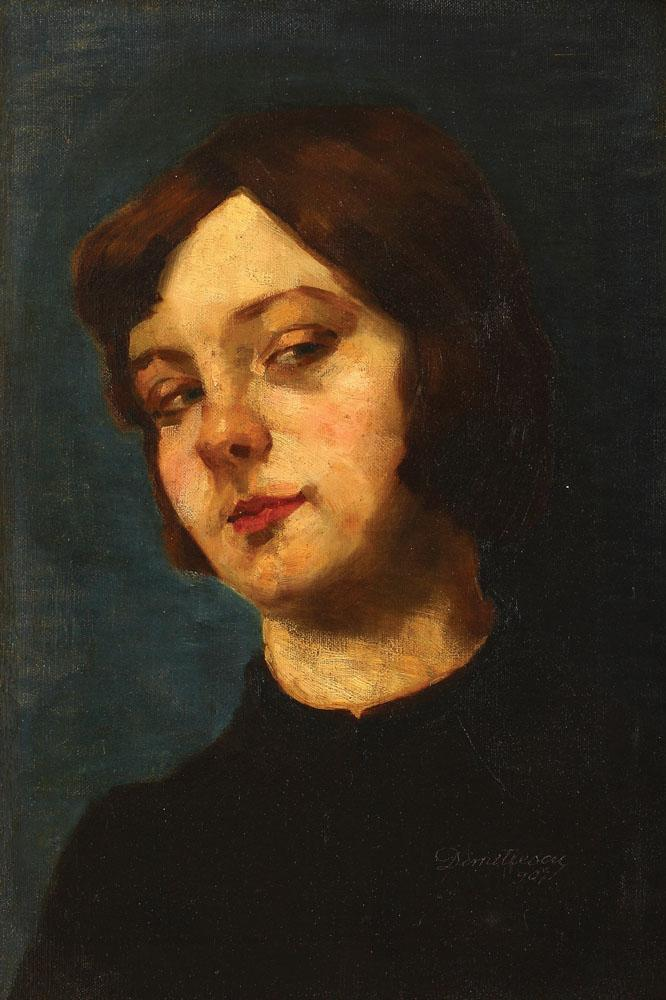
Zou je willen
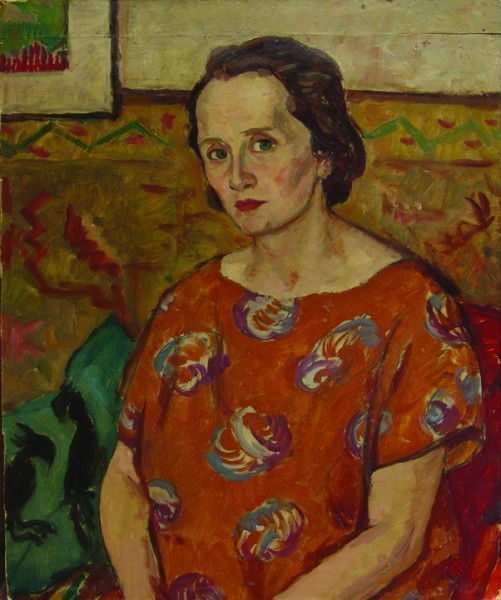
Jekaterina, vrouw van Nicolae Tonitza
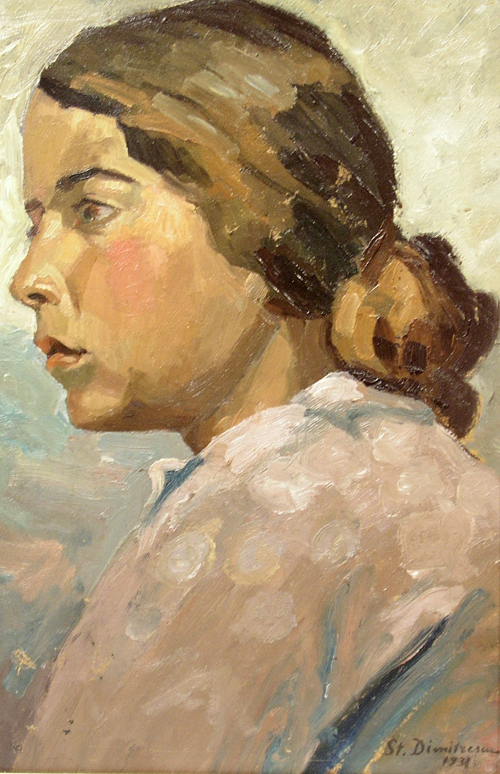
Vrouw in profiel
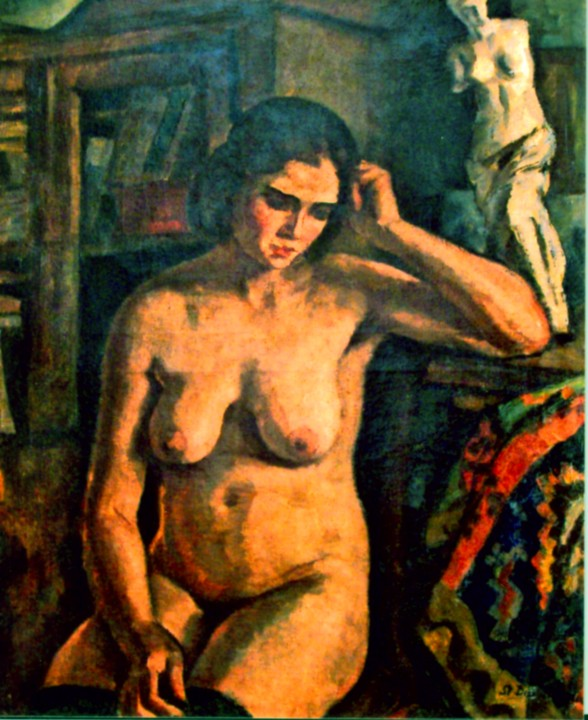
Naaktstudie
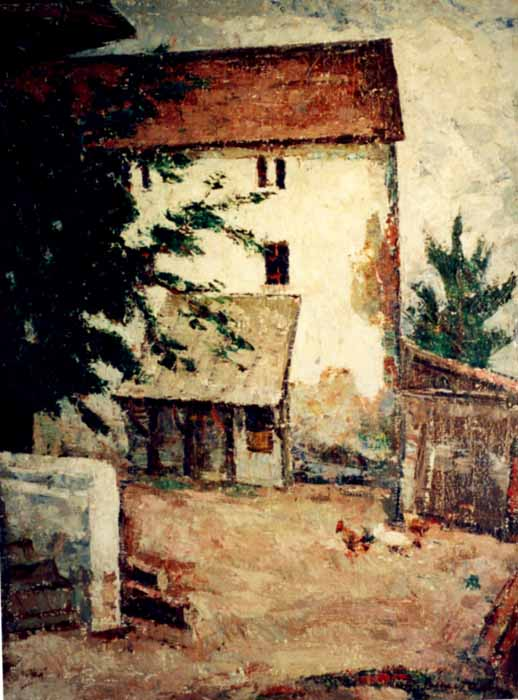
Molenhof
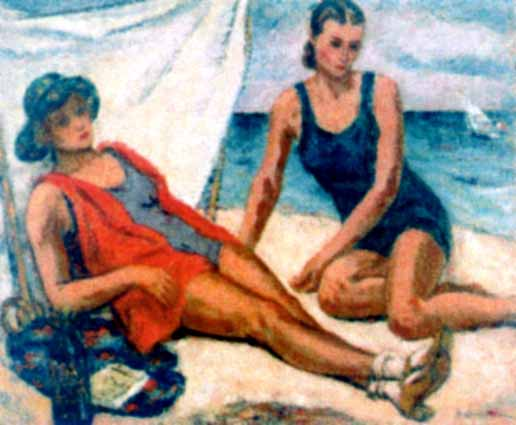
Vrouwen op het strand
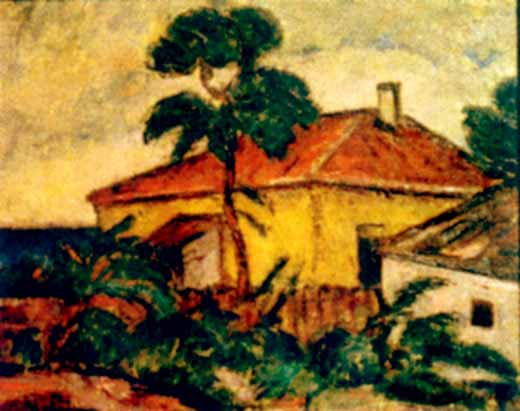
Landschap met huis
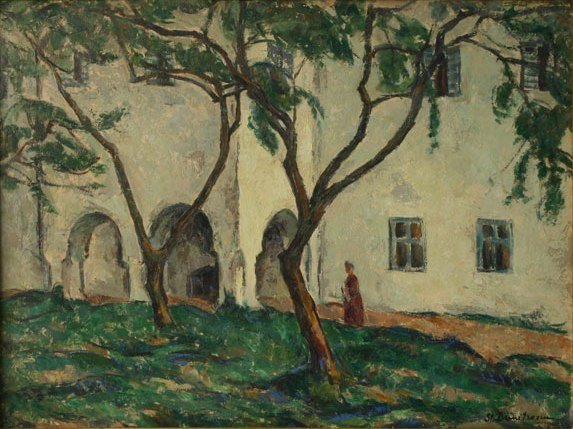
Het huis van de schrijvers op zaterdag
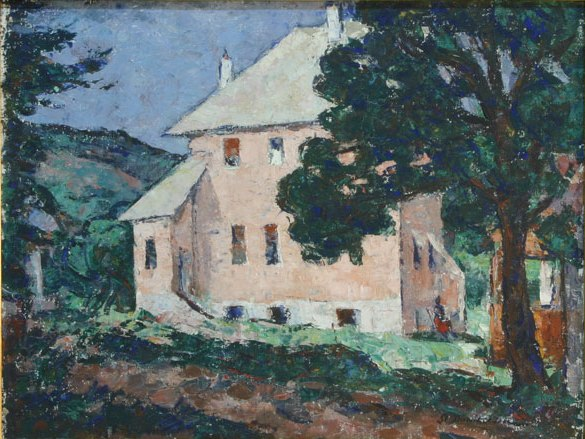
Het roze huis
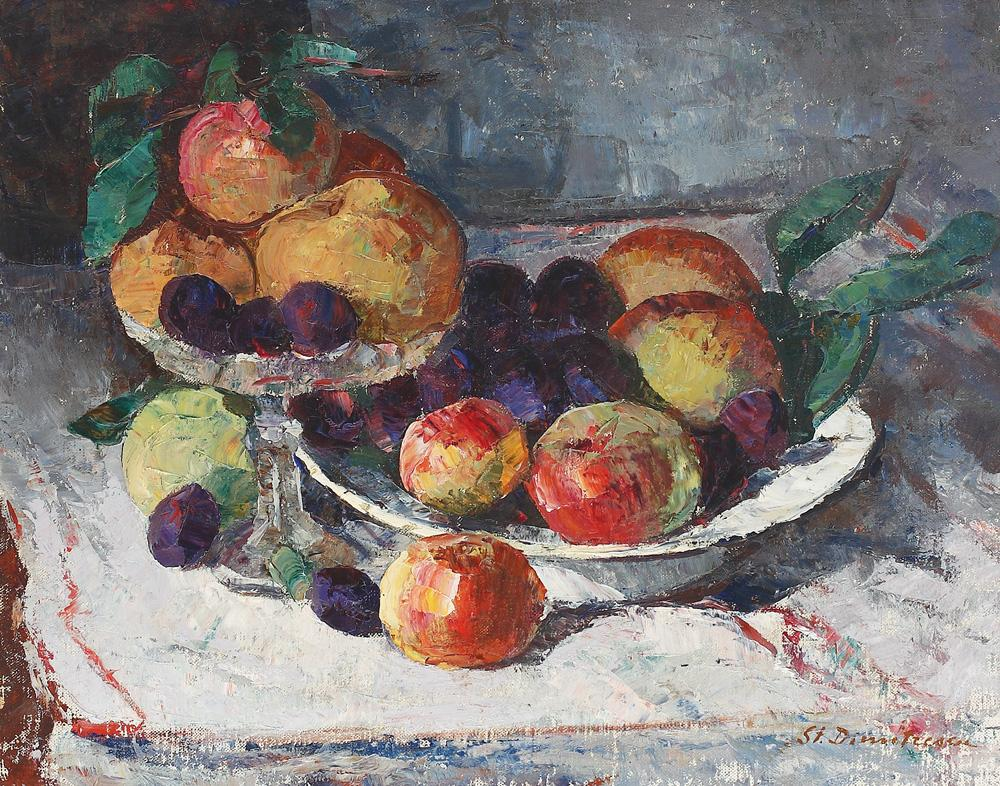
Stilleven met fruit